# Berville-en-Roumois
 Berville-en-Roumois  là một xã thuộc tỉnh Eure trong vùng Normandie miền bắc nước Pháp.